# Iosif Kovacs (fotbalist)

Echipa Carmen în 1946: Pârvu, Crăciun, Torjoc, Niculae, Novac, Niculescu, Marinescu, Siclovan, Kovacs (Covaci), Farcas

Iosif Kovacs (în maghiară Kovács József; n. 13 noiembrie 1921, Timișoara, România – d. 2003) a fost un fotbalist român. A jucat 201 meciuri în Divizia A și a participat la Jocurile Olimpice din 1952.

## Carieră
Iosif Kovacs a început șă joace fotbal în 1933 în orașul său natal la Electrica Timișoara. În 1939 a trecut la Chinezul, care a jucat la acea vreme în Divizia B. La sfârșitul sezonului, el s-a transferat la rivala locală Ripensia, unde a debutat în prima divizie, Divizia A, la 8 septembrie 1940. Acolo a reușit să își demonstreze pentru prima dată calitățile de golgheter, cu 20 de goluri în 21 de meciuri.
Din 1942, Kovacs a fost legitimat la FC Craiova, câștigătoarea Campionatului de război 1942-1943. După terminarea războiului, s-a alăturat echipei Carmen București. În sezonul 1946-1947, el a contribuit cu 24 de goluri la cel mai mare succes din istoria clubului, terminând pe locul al doilea.
După ce Carmen București a fost desființată de noul guvern la sfârșitul sezonului, Kovacs s-a întors în orașul său natal și s-a alăturat echipei CFR Timișoara (ulterior Locomotiva Timișoara). Și aici a fost implicat în cel mai mare succes al clubului, marcând 22 de goluri care l-au ajutat să termine pe locul doi în sezonul 1947-1948 și să ajungă în finala Cupei României. Apoi a jucat pe post de stoper. În ultimul sezon al carierei sale, 1956, clubul retrogradat în Divizia B.
Kovacs a jucat 7 meciuri pentru echipa națională de fotbal a României, marcând două goluri. A debutat pe 13 iunie 1943 împotriva Slovaciei, marcând un gol. În 1952, Kovacs a făcut parte din lotul pentru Jocurile Olimpice de la Helsinki și a jucat împotriva viitoarei campioane olimpice, Ungaria.
După retragere sa din activitate, el a activat la CFR Timișoara ca antrenor (1957-1960), secretar (1960-1969) și președinte.

## Palmares
- Participant la Jocurile Olimpice: 1952
- Vicecampion al României: 1946-1947, 1947-1948
- Finalist al Cupei României: 1947-1948

## Distincții
- Ordinul Muncii cl. a III-a (19 noiembrie 1952) pentru rezultatele obținute la Jocurile Olimpice de vară de la Helsinski[7]